# Lemken (Volksgruppe)

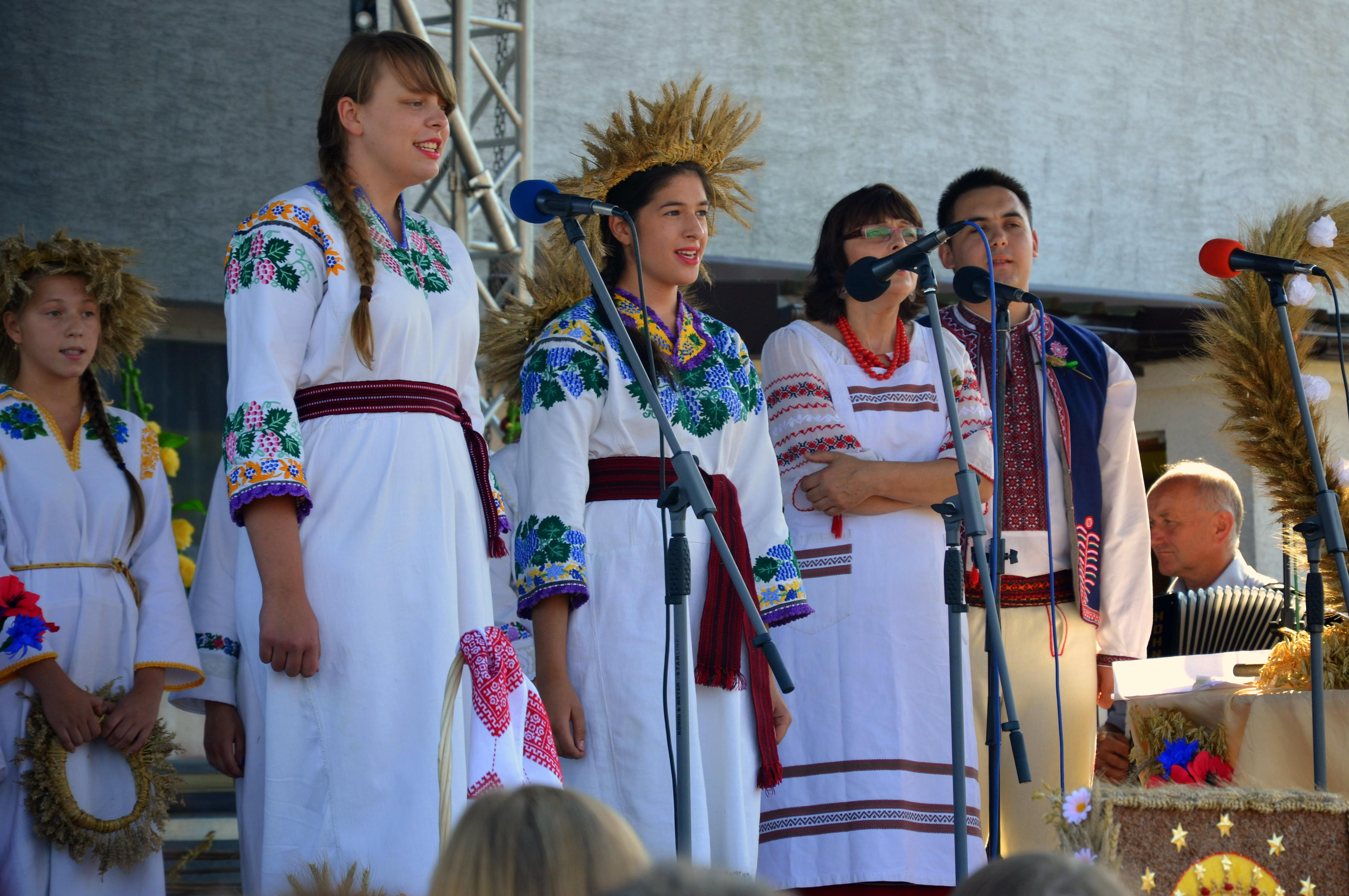
Das lemkische Folklore-Ensemble „Oslawiany“ aus Mokre (Powiat Sanocki)

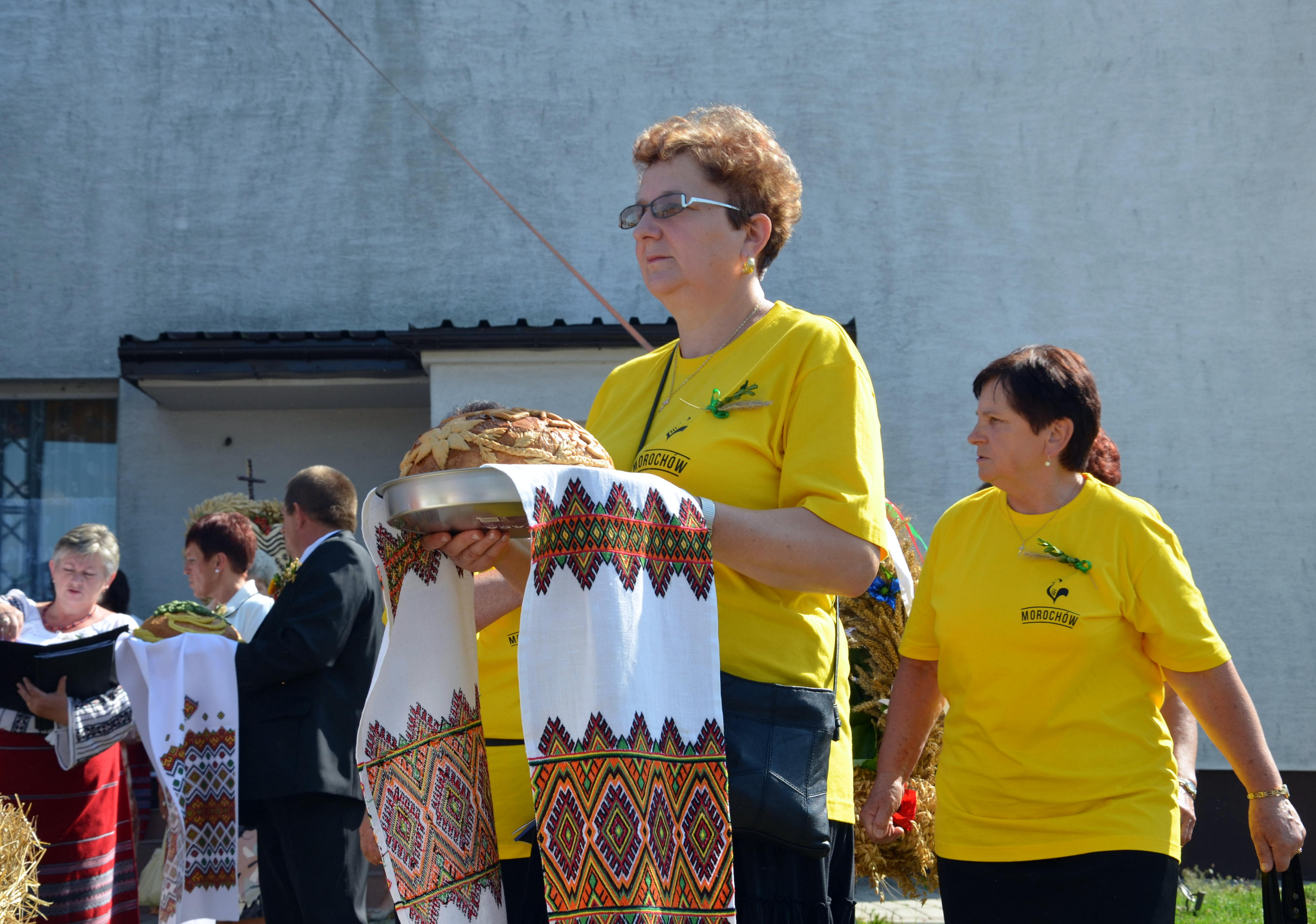
Dekoration zum Erntedankfest aus Morochów (Powiat Sanocki)

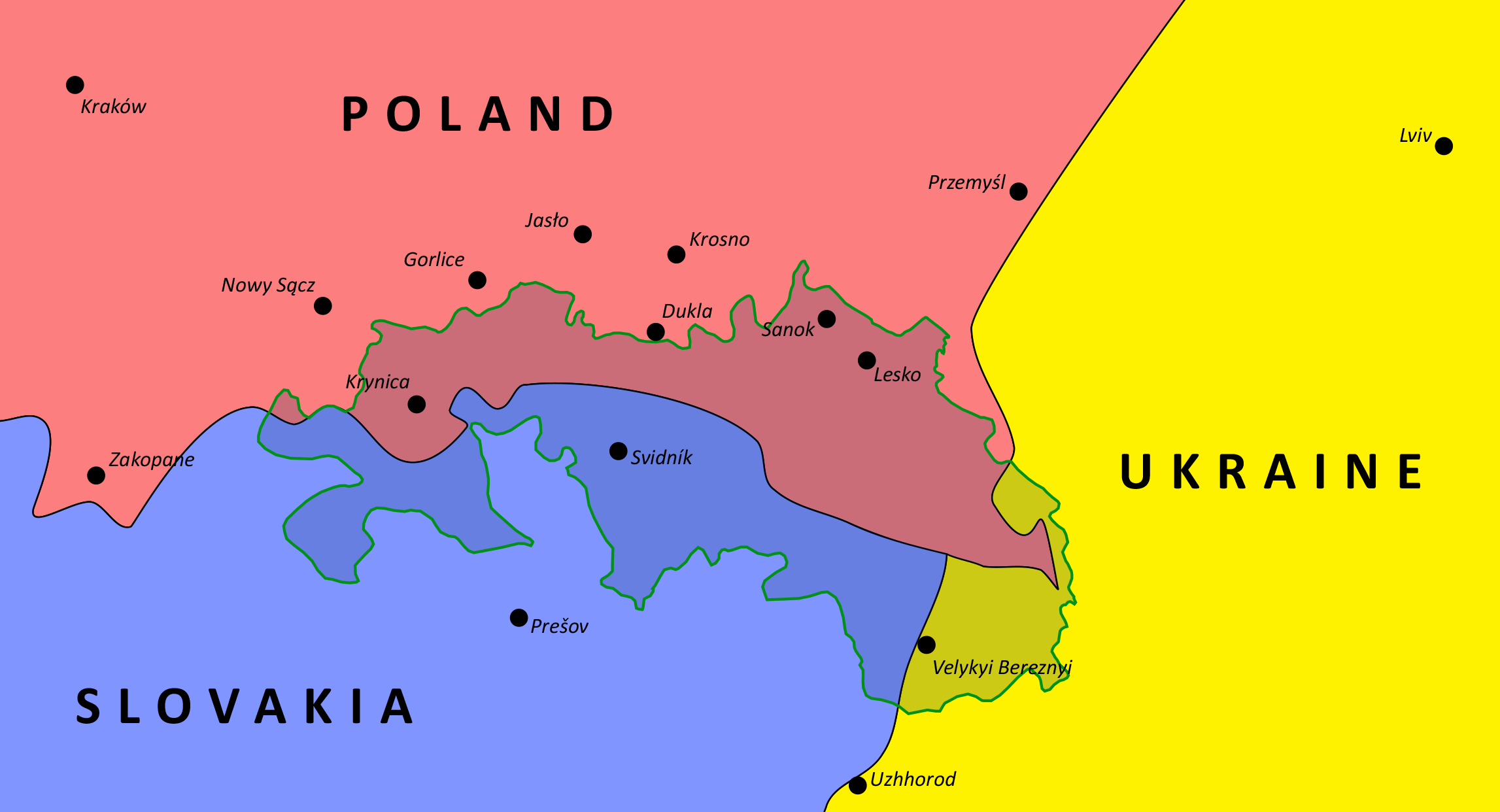
Karte des traditionellen Siedlungsgebietes mit modernen Staatsgrenzen und wichtigen Städten

Die Lemken sind eine russinische Volksgruppe, die traditionell im Lemkenland (Lemkowyna bzw. Łemkowszczyzna) im heutigen Südostpolen und der Nordostslowakei beheimatet war. Sie bewohnten die Ostkarpatengegend zwischen den Quellen des San und der Poprad und betrieben vorwiegend Viehzucht und Handel. Seit der Aktion Weichsel 1947, als die Mehrheit der Lemken aus dieser Region vertrieben wurde, sind zahlreiche von ihnen in anderen Regionen Polens ansässig, vor allem in der Woiwodschaft Niederschlesien.

## Sprache und Bezeichnung
Lemken sprechen einen Dialekt des Karpato-Russinischen, das zu den ostslawischen Sprachen gehört. In ihrer Mehrheit gehören sie katholischen Ostkirchen des byzantinischen Ritus an (Ukrainische griechisch-katholische Kirche oder Griechisch-katholische Kirche in der Slowakei); eine Minderheit bekennt sich zu orthodoxen Kirchen (namentlich der Polnischen Autokephalen Orthodoxen Kirche). In der Zeit zwischen den beiden Weltkriegen gab es eine eigene Apostolische Administration der Łemkowszczyzna (AAŁ), die direkt dem Vatikan unterstellt war. Die meisten ihrer alten ländlichen Siedlungen wurden im 14. Jahrhundert nach walachischem Recht gegründet.
Die Bezeichnung „Lemken“ (polnisch Łemko, Plural Łemkowie; slowakisch Lemkovia; ukrainisch лемки lemky) ist eine Fremdbezeichnung mit ursprünglich spöttischem bis abwertendem Charakter. Sie leitet sich vom Wort lem ab, das für den lemkischen Dialekt charakteristisch ist und „nur“ bedeutet (vgl. slowakisch len). Seit dem 19. Jahrhundert ging dieser Spitzname, den die Bojken für ihre Nachbarn verwendeten, in die ethnologische und ethnographische Literatur ein. Erst nach dem Ersten Weltkrieg fand die Bezeichnung allgemeine Verbreitung. 
Die Lemken selbst bezeichnen sich überwiegend als Rusnáci (Singular Rusnak), d. h. als Russinen. Auch ihre polnischen Nachbarn nannten sie früher Ruśniaki oder Rusiny. Ein wesentlicher Teil der Lemken – sowohl in der Ukraine als auch in Polen – begreift sich selbst als (eine Untergruppe der) Ukrainer.

## Ethnogenese
Der Beginn der Besiedlung des nordöstlichen Karpatenraums durch Slawen wird im 6. Jahrhundert vermutet. Ein wichtiges Element in der Identität der Lemken (und allgemein der Russinen) ist die Mission durch die „Slawenapostel“ Kyrill und Method im 9. Jahrhundert. Ob diese tatsächlich selbst das Christentum in die Ostkarpaten brachten, ist jedoch zweifelhaft.
Die Ethnogenese der Lemken erfolgte wahrscheinlich erst im Spätmittelalter (14. und 15. Jahrhundert). Nach der Annexion des Rus-Fürstentums Halytsch-Wolodymyr (Galizien-Wolhynien) durch das Königreich Polen Mitte des 14. Jahrhunderts setzte eine Siedlungs- und Kolonisationsbewegung in das westkarpatische Mittelgebirge ein. Die führende Rolle hatten dabei polnische Adelsgeschlechter. Die Hirtenbevölkerung, die sich in den bewaldeten Bergländern niederließ, war jedoch ostslawischer („ruthenischer“) und rumänischer („walachischer“) Herkunft. Siedlungen wie Muszynka, Binczarowa und Florynka hatten zunächst ein deutsches Rechtsstatut, wurden aber in der zweiten Hälfte des 14. Jahrhunderts nach „walachischem Recht“ neu gegründet. Diese Rechtsordnung passte besser zur Lebensweise der Hirtenbevölkerung. Ruthenen und Walachen verbanden sich aufgrund ihrer gemeinsamen orthodoxen Religion. Während sich die Bevölkerung in den Tälern überwiegend an die polnische Kultur und Sprache assimilierte, hielt sich in den schwer zugänglichen Hochlagen eine eigene walachisch-ruthenische Kultur.
Es gibt aber auch alternative Erklärungen für die Entstehung der Lemken: Viele Mitglieder der Gruppe selbst sowie die Befürworter einer Zugehörigkeit zu den Ukrainern meinen, dass ihre Vorfahren aus der Kiewer Rus kamen, wohin sie vor „Tatareneinfällen“ geflohen seien. Andere Lemken berufen sich auf eine Abstammung von den „weißen Kroaten“.

## Traditionelles Siedlungsgebiet
Prägend für die Identität der Lemken und die Abgrenzung von anderen Gruppen ist ihr angestammtes Siedlungsgebiet in den Niederen Beskiden (einem Teilgebirge der Karpaten) zwischen den Flüssen San und Poprad. Dies wurde historisch als Lemkenland (russinisch Лемковина Lemkowyna; polnisch Łemkowszczyzna; ukrainisch Лемківщина Lemkiwschtschyna) bezeichnet.
Der südlich des Hauptkamms der Beskiden gelegene Teil des lemkischen Siedlungsgebiets gehörte bis 1918 zu Ungarn; der Nordteil gehörte zunächst zum Königreich Polen, dann zur polnisch-litauischen „Adelsrepublik“. 
Die orthodoxe Eparchie Peremyschl, in der ein Großteil des Lemkenlandes lag, wurde 1691 gemäß der Kirchenunion von Brest der griechisch-katholischen Kirche und damit dem Papst in Rom unterstellt („griechisch“ bezieht sich auf den byzantinischen Ritus, nicht auf die Sprache oder Nationalität). Die Zugehörigkeit zunächst zur orthodoxen, dann zur griechisch-katholischen Kirche – in Abgrenzung zu den römisch-katholischen Polen und Slowaken, die den Gottesdienst nach der lateinischen Liturgie feiern – stellte ein wesentliches Unterscheidungs- und Identitätsmerkmal der Lemken dar.
Mit der Ersten Polnischen Teilung 1772 kam das nördliche Lemkenland unter österreichische Herrschaft (Königreich Galizien und Lodomerien). Während der Habsburgerherrschaft wurden die Lemken – wie alle ostslawischen Völker des Reiches – unter die Kategorie der Ruthenen gefasst. Ende des 19. und Anfang des 20. Jahrhunderts wanderten Lemken nach Nordamerika aus. Die meisten ließen sich im westlichen Pennsylvania (Region Pittsburgh) nieder. Dazu gehörten auch die Eltern des Pop-Art-Künstlers Andy Warhol.

## Geschichte im 20. Jahrhundert

Flagge der Lemko-Russinischen Republik 1918–1920

Nach Ende des Ersten Weltkriegs kam der Südteil des lemkischen Siedlungsgebiets zur Tschechoslowakei, der Norden zur wiedererrichteten Republik Polen. Von Dezember 1918 bis März 1920 gab es im galizischen Florynka eine Lemko-Russinische Republik, deren Selbstverwaltung zunächst die Einheit mit Russland proklamierte, dann die Angliederung an die Tschechoslowakei anstrebte. Die Führer der Republik wurden bereits im Februar 1919 von polnischen Truppen arrestiert, die gesamte Region war Anfang 1920 unter polnischer Kontrolle.
In der Zeit zwischen den beiden Weltkriegen waren die Lemken dem Einfluss und der Agitation verschiedener politisch-nationaler Orientierungen ausgesetzt. Vor allem Lehrer und Geistliche der ukrainischen griechisch-katholischen Kirche warben darum, dass sich die Lemken als Ukrainer identifizieren sollten. Auf der anderen Seite gab es eine russophile Bewegung, die die „Ruthenen“ (und damit auch die Lemken) als Teil eines russischen Gesamtvolkes sah und eine Rückkehr zur russisch-orthodoxen Kirche anstrebte. In den 1920er-Jahren konvertierten ganze Lemkendörfer von der griechisch-katholischen zur orthodoxen Konfession. Um diese Entwicklung aufzuhalten, gründete die katholische Kirche 1934 die Apostolische Administration Łemkowszczyzna, die aus der ukrainischen Erzeparchie Przemyśl herausgelöst und unmittelbar dem Heiligen Stuhl unterstellt wurde. 
Auch der polnische Staat förderte die Eigenständigkeit der Lemken (in Abgrenzung von den Ukrainern): der lemkische Dialekt wurde in Schulen gelehrt, Schulbücher wurden gedruckt. In Krynica erschien die Wochenzeitung Łemko und der Kalendar Łemko, in Lemberg Nasz Łemko („unser Lemke“) sowie zahlreiche populärwissenschaftliche Veröffentlichungen zu dieser Volksgruppe.
Nach 1945 stellte die kommunistische Regierung der Volksrepublik Polen die Lemken aufgrund ihrer ethnischen Verwandtschaft mit den Ukrainern unter den Generalverdacht, Komplizen der Ukrainischen Aufstandsarmee (UPA) zu sein. Nachdem die polnischen Grenzen neu gezogen worden waren (sogenannte Westverschiebung Polens), übersiedelten 1945–46 etwa 65 % der Lemken freiwillig oder unter Druck in die sowjetische Ukraine. Die in Polen verbliebenen Lemken wurden 1947 in der „Aktion Weichsel“ (Akcja Wisła) in die vom Deutschen Reich „wiedergewonnenen Gebiete“ – nach Pommern, Masuren und Niederschlesien – zwangsumgesiedelt. Ziel der Aktion war, die eigenständige ethnische Identität der Lemken – wie auch der ethnisch und sprachlich eng verwandten Bojken sowie polnischen Ukrainer – aufzulösen und sie in die polnische Mehrheitsbevölkerung zu assimilieren. Nach der Entstalinisierung kehrte ab 1956 ein kleiner Teil der Lemken in ihr ursprüngliches Siedlungsgebiet zurück.

## Gegenwart
In der Dritten Polnischen Republik sind die Lemken als ethnische Minderheit anerkannt. Bei der Volkszählung 2002 in Polen wurden 5800 Lemken gezählt, Schätzungen gehen von deutlich höheren Zahlen, für 2003 etwa 60.000 aus. Begründet wird die Differenz damit, dass ein Teil der Lemken sich selbst als Ukrainer bezeichnet. Jedes Jahr treffen sich in dem polnischen Dörfchen Zdynia Lemken zu einem Volksfest, bei dem auch viele Nachkommen von nach Übersee ausgewanderten Lemken teilnehmen. Dies ist das weltweit größte Festival der Lemken, welches Watra (deutsch: Hirtenfeuer) genannt wird.

Wieder ins Bewusstsein der Ukrainer gerückt wurden die Lemken durch die Singer-Songwriterin Khrystyna Soloviy. In der Rezension eines ihrer Konzerte heißt es: „Khrystyna Soloviy wird die Prinzessin der Lemken genannt, doch sie kann zu Recht als die ‚Erschafferin der Lemken‘ bezeichnet werden, denn dank ihr konnten viele Menschen diese ethnographische Gruppe der Ukrainer durch deren Lieder entdecken. Khrystyna bezeichnet die Lemken als sehr aufrührerisch und stolz.“ 

„Ihre Traurigkeit kann sich für einen Moment in Freude verwandeln und umgekehrt. Das hört man in den lemkischen Liedern. Es gibt tragische Seiten in der Geschichte der Lemken. […] Das Requiemlied Горе долом ходжу habe ich allen Ukrainern gewidmet, die zu unterschiedlichen Zeiten ihre Heimat verlassen mussten, und später haben viele Menschen ihre Geschichten auch auf meiner Facebook-Seite geteilt. Deshalb glaube ich, dass man seine Wurzeln, seine Geschichte immer kennen und respektieren muss. Und das ist für mich die Bedeutung und der Wert der lemkischen Lieder. Und letztlich der gesamten Folklore.“